# Armada Nacional da Colômbia
A Armada Nacional da Colômbia (em castelhano:  Armada Nacional de la República de Colombia) é o ramo naval das forças militares da Colômbia. A Marinha é responsável pela segurança e defesa em ambos os mares do Atlântico (Caribe) e do Pacífico da Colômbia, a extensa rede de rios no interior do país, e algumas pequenas áreas de terras sob sua jurisdição direta. A partir de 2010, a Marinha colombiana tinha 35.502 funcionários, incluindo cerca de 22,000 no Corpo de Infantaria da Marinha.
"ARC", para a "Armada de la República de Colombia" é a sigla usada tanto como prefixo do oficiai para todos os navios da Marinha colombiana, bem como a abreviação comum usada na impressão; neste artigo e muitos de seus artigos relacionados vai utilizar os termos "Marinha da Colombia" e "ARC" alternadamente.

## História
A Marinha colombiana nasceu com a independência da Colômbia a partir de Espanha. O presidente do Conselho Supremo de Cartagena, José María García de Toledo, criou o Comando Naval Instituto por meio de um decreto datado de 17 setembro de 1810. A Marinha foi colocada sob o comando do capitão Juan Nepomuceno Eslava, filho júnior do (ex) vice-rei espanhol Sebastián Eslava.
Em 28 de junho de 1822, o General Francisco de Paula Santander criou a Escola Naval, que posteriormente foi desativada até 1907, quando o presidente Rafael Reyes Prieto criou a Academia Naval, através do decreto 783 de 6 de julho de de 1907 apenas para ser fechada novamente por seu sucessor, Ramón González Valencia em 28 de dezembro de 1909.
O conflito com o Peru, em 1932, fez a Marinha colombiana reaparecer, desta vez para ficar. Novos navios foram adquiridos e a "Escuela de grumetes" (Escola de Marinheiros da Marinha) foi fundada em 1934 e a Escola de Cadetes "(Escola de Oficiais da Marinha) foi fundada em 1935. Atualmente ambas as escolas continuar seu trabalho de instruir os homens e mulheres colombianos do mar.

## Organização
A Marinha faz parte do ramo executivo do governo colombiano, o presidente da Colômbia, sendo o comandante-em-chefe de todas as forças militares, civis, através do Ministro da Defesa e do Comandante Geral da Forças Armadas (Espanhol: Comandante Geral Fuerzas Militares), que é um alto funcionário nomeado pelo presidente de qualquer um dos três serviços (Exército, Força Aérea ou Marinha). O oficial sênior mais orgânico à Marinha é o Comandante da Marinha (em espanhol: Comandante de la Armada Nacional).

### Força e Comandos
A Marinha colombiana opera com 7 ou comandos de forças especializadas em todo o território:
- Comando da Infantaria da Marinha: operações ribeirinhas em todo o território.
- Força Naval do Pacífico: Patrulhamento de superfície a submarino do mar Pacífico colombiano.
- Força Naval do Caribe: Patrulhamento de superfície a submarino do mar do Caribe colombiano.
- Força Naval do Sul: Operações ribeirinhas em todo o Sudeste e áreas do sul do país.
- Comando da Guarda Costeira: Segurança marítima, controle, patrulhamento e interdição em ambos os mares das Caribe e do Pacífico.
- Comando da Marinha Aviação: Apoio aéreo naval, ao transporte, vigilância, logística e de Busca e Salvamento.
- Comando específico de San Andrés y Providencia: Patrulhamento de superfície a submarino do mar do Caribe colombiano em todo o arquipélago de San Andres.

### Escolas de Formação
Junto com os sete comandos operacionais acima, a Marinha colombiana mantém três escolas de formação importantes para o seu pessoal:
- Escola de Oficiais da Marinha: Escuela Naval de Cadetes Almirante Padilla
- Escola de Sargentos da Marinha: Escuela Naval de Suboficiales ARC Barranquilla
- Escola de Infantaria de Marinha: Escuela de Formación de Infantería de Marina

### Bases Operacionais

Marinha colombiana (ARC) - principais bases navais e postos fluviais

A ARC mantém um número de bases principais em ambos os litorais do Caribe e do Pacífico, bem como múltiplas bases operacionais ribeirinhas espalhadas pelo território. As principais bases navais são:
- Base Naval ARC Bolívar-BN1, perto de Cartagena, 10° 24′ 42,91″ N, 75° 32′ 55,62″ O
- Base Naval ARC Bahía Málaga - BN2, perto de Buenaventura,  3° 58′ 08,64″ N, 77° 19′ 01,09″ O
- Base Naval ARC Leguizamo - BN3, perto de Puerto Leguizamo, 0° 12′ 10,92″ S, 74° 46′ 37,29″ O
- Base Naval ARC San Andrés - BN4 às ilhas de San Andres, 12° 31′ 31,16″ N, 81° 43′ 48,61″ O
- Base Naval ARC Barranquilla-BN5, perto de Barranquilla,  11° 00′ 19,55″ N, 74° 47′ 08,35″ O

algumas das mais importantes bases de operação são:
- Estação Naval da Guarda Costeira Post, Tumaco, 1° 48′ 43,56″ N, 78° 45′ 59,33″ O
- Estação Naval e Pós da Infantaria Marinha, Letícia, 4° 12′ 48,25″ S, 69° 56′ 46,23″ O
- Estação Naval e Pós da Infantaria Marinha, Puerto Berrío 6° 29′ 27,32″ N, 74° 23′ 44,91″ O
- Estação Naval e Pós da Infantaria Marinha, Puerto Carreño 6° 10′ 43,63″ N, 67° 28′ 54,49″ O
- Estação Naval e Pós da Infantaria Marinha, Porto Inírida 3° 52′ 07,35″ N, 67° 55′ 43,41″ O

## Pessoal
A Marinha colombiana campos cerca de 35.000 funcionários, incluindo cerca de 22.000 Infantaria Marinha, 8.000 marinheiros e sargentos, 2.500 diretores, 1.300 pessoas em formação e cerca de 2.000 civis (estes normalmente implantados postos de ordem técnica ou médica da especialidade) .

## Navios
Veja também: Lista de navios da marinha colombiana (em inglês)

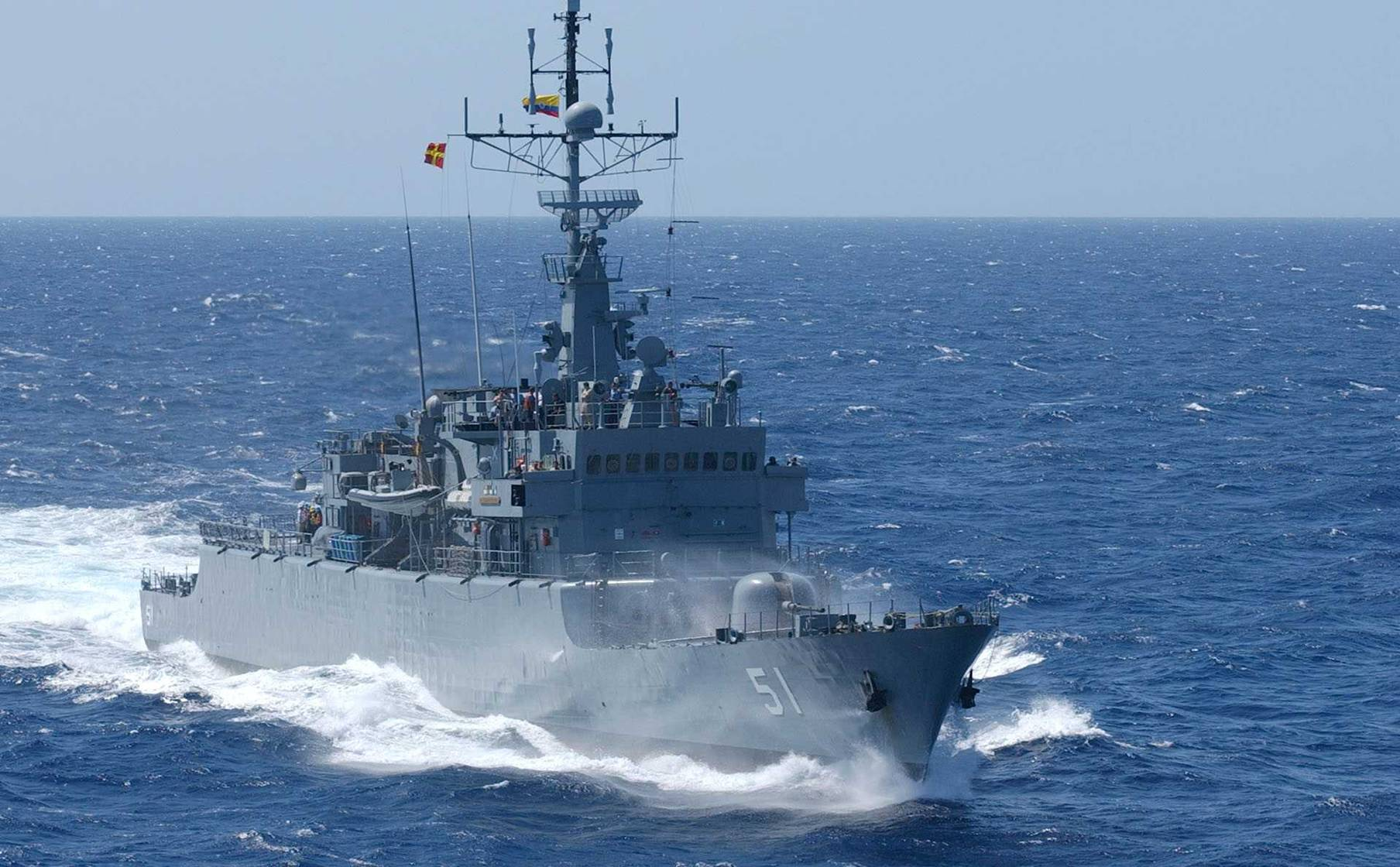
ARC Almirante Padilla (FM-51)

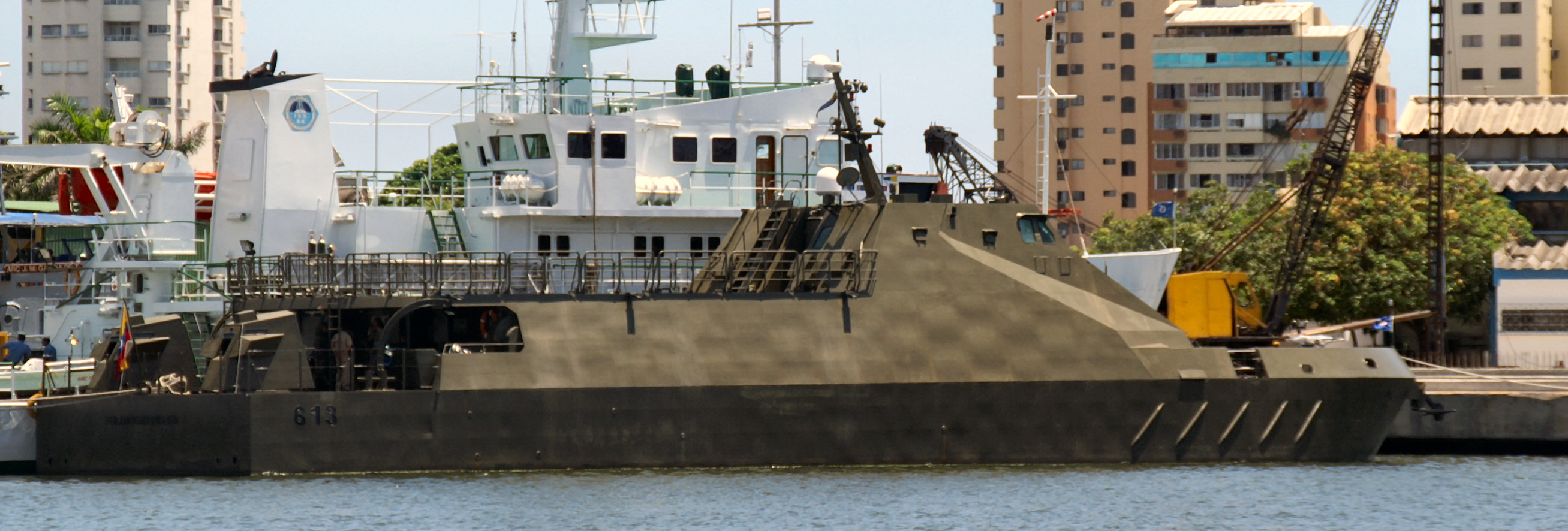
ARC Juan Ricardo Vera Oyola (NF-613) em Cartagena

De acordo com as suas três principais cenários operacionais:operações oceânica, operações ribeirinhas e da guarda costeira, a ARC mantém uma mistura de navios adequados para cada um desses perfis. O escopo da sua operação, tem sido historicamente orientada levemente armados de patrulha costeira e, como tal, a maioria de seus navios tinham sido cortadores geralmente de tamanho médio. Historicamente, a ARC tem tido fortes vínculos com as marinhas americana e alemã e construtores navais e muito dos traços do seu equipamento as suas raízes para eles.
Semelhante a outras marinhas na região latino-americana, a Marinha colombiana adquiriu muitos navios nos anos 50s e 60s da pós-guerra, geralmente como excedente de guerra da Marinha dos EUA e, em seguida passou por um período um pouco dormente durante os anos 60 a 80, durante os quais alguns grandes aquisições foram realizadas.
Em anos mais recentes, a Marinha colombiana viu dois grandes períodos de melhoria e modernização de seus equipamentos:
O primeiro período, como resultado do aumento do tráfico de drogas no final dos anos 70 e 80, bem como, no momento, o aumento das tensões políticas no Caribe devido às disputas territoriais com alguns de seus vizinhos, com a Nicarágua durante o San Andres arquipélago e com a Venezuela sobre o arquipélago de Los Monjes -, viu a necessidade de uma forte patrulha vigor Caribe, e resultou na aquisição de seus maiores navios até o momento, quatro corvetas míssil (posteriormente atualizada para fragatas luz) em 1983, bem como alguns embarcações de patrulha adicionais.
O segundo período, como conseqüência do aprofundamento no mercado interno conflito colombiano , iniciada no final dos anos 90 e estendeu sobre a 2005-2006, desde o reforço das suas capacidades ribeirinha e litorânea, envolvendo R & D de novos projetos indígenas, em colaboração com a estatal COTECMAR estaleiros, que resultou em novos tipos de navios como o "state-of-the-art Apoio Fluvial Patrol Boats ( em espanhol : Patrullera de Apoyo Fluvial), também chamada de "mãe ribeirinhas" ( Espanhol : Nodriza Fluvial), como o Juan ARC Ricardo Oyola Vera (NF-613) , que têm atraído a atenção de outras marinhas, com exigências semelhantes.
Atualmente, a ARC está trabalhando em adicionais e programas de longo prazo médio, incluindo o desenvolvimento e aquisição de até quatro navios de patrulha costeira (Fassmer CPV-40) , em 2011-2012, dois Navios de Patrulha Oceânica Oceânica (Fassmer OPV-80) (2011-2013) [6] , e de I & D de uma corveta indígenas ou de classe navio fragata ("Plataforma Estratégica de Superficie"), prevista para 2018-2020.

### Aeronaves

Rodela da Aviação Naval Colômbiana

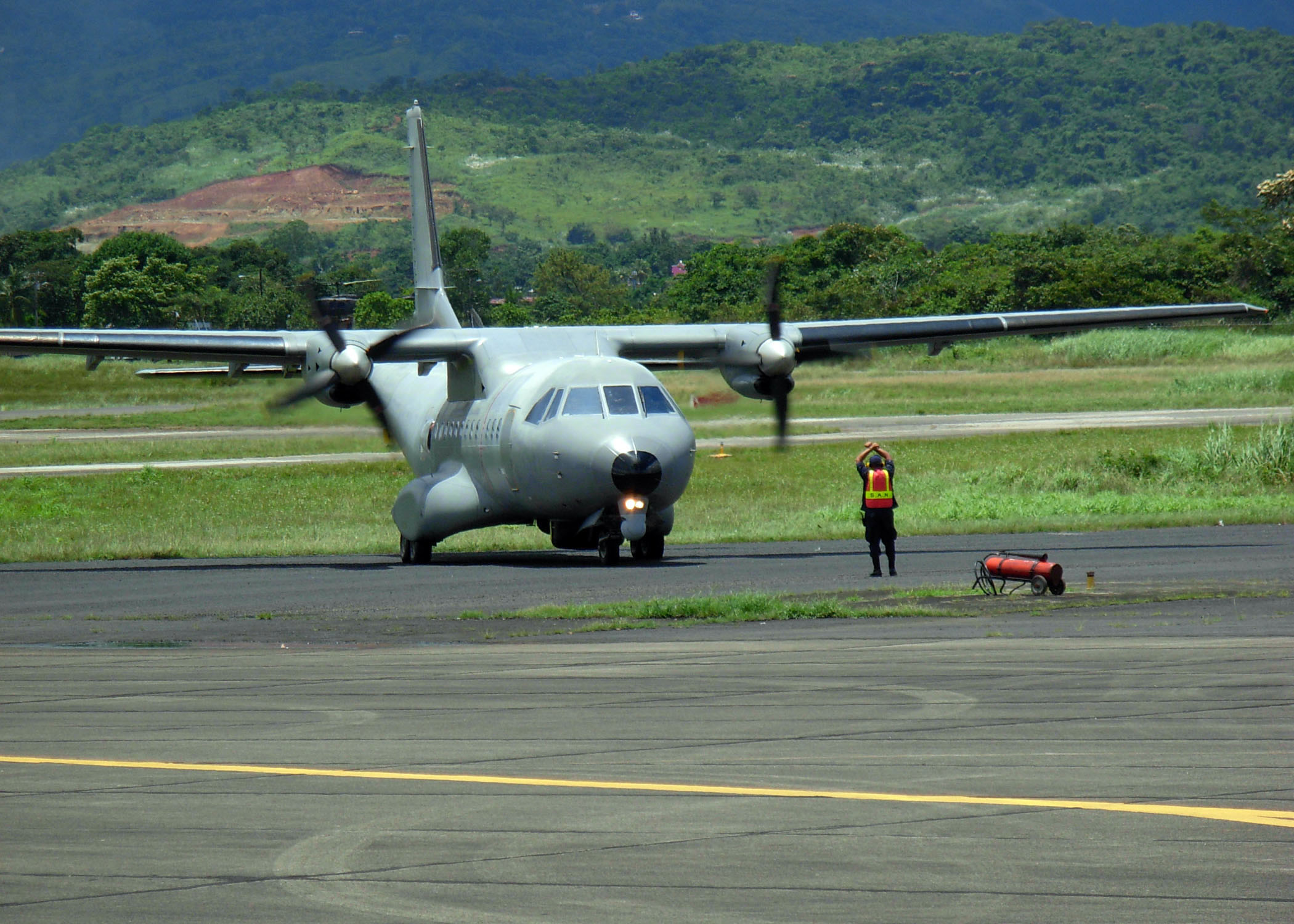
Avião CN-235 da Colômbia no Aeroporto Internacional de Tocumen Panamá durante PANAMAX 2007

O Comando de Aviação da Marinha opera cerca de 30 aeronaves de asa fixa e rotativa para vigilância e patrulha naval, Busca e Salvamento (SAR) e apoio logístico dos meios navais e operações.
| Colombian Navy - Aircraft | Colombian Navy - Aircraft | Colombian Navy - Aircraft     | Colombian Navy - Aircraft | Colombian Navy - Aircraft | Colombian Navy - Aircraft |
| Aeronave                  | Origem                    | Tipo                          | Versões                   | Em serviço                | Notas                     |
| Asa fixa                  | Asa fixa                  | Asa fixa                      | Asa fixa                  | Asa fixa                  | Asa fixa                  |
| ------------------------- | ------------------------- | ----------------------------- | ------------------------- | ------------------------- | ------------------------- |
| Aero Commander            | Estados Unidos            | transporte de utilidade       | Model 690                 | 5                         |                           |
| CASA C-212 Aviocar        | Espanha                   | transporte de utilidade       | C-212-100                 | 1                         |                           |
| CASA CN-235               | Espanha                   | transporte/ patrulha marítima | -200/-300                 | 3 (2/1)                   |                           |
| Cessna 206 Stationair     | Estados Unidos            | utilitário                    |                           | 3                         |                           |
| Gavilan 358               | Colômbia                  | transporte de utilidade       |                           | 2                         |                           |
| Piper PA-28 Cherokee      | Estados Unidos            | utilitário                    |                           | 3                         |                           |
| Piper PA-34 Seneca        | Estados Unidos            | utilitário                    |                           | 4                         |                           |
| Cessna 208                | Estados Unidos            | utilitário                    |                           |                           |                           |
| Asa rotativa              |                           |                               |                           |                           |                           |
| Bell 212 Twin Huey        | Estados Unidos            | helicóptero de transporte     |                           | 1                         |                           |
| Bell 412                  | Estados Unidos            | helicóptero de transporte     |                           | 5                         |                           |
| MBB Bo 105                | Alemanha                  | ASW/helicóptero utilitário    | Bo 105CB                  | 2                         |                           |
| Eurocopter AS 555 Fennec  | França                    | helicóptero utilitário        | AS 555                    | 2                         |                           |